# Référendum révocatoire azerbaïdjanais de 1993

Le référendum azerbaïdjanais de 1993 est un référendum organisé le 29 août 1993 en Azerbaïdjan, après une courte guerre civile en juin, pour confirmer le pouvoir du président Aboulfaz Eltchibeï. Les électeurs devaient répondre à la question : 

« Faites-vous confiance au président de la République d'Azerbaïdjan ? »

Le taux de participation s'éleva à 91,6 %, mais seulement 2 % des électeurs répondirent « oui ». Le président Elchibey fut officiellement démis de ses fonctions le 1er septembre 1993.